# Bundesautobahn 86
Pour les articles homonymes, voir A86.
La Bundesautobahn 86 est le nom d'un projet de Bundesautobahn dans le Land de Bade-Wurtemberg.